# Плакала
«Плакала» — песня из дебютного альбома «KARMA» музыкальной группы из Киева KAZKA, впервые прозвучала 17 мая 2018 года. Автор слов композиции — Сергей Локшин, авторы музыки — Сергей Ермолаев (Ранов) и Андрей Игнатченко.

## Текст
Автор слов песни Сергей Локшин, отметил, что успеха именно для «Плакала» он не прогнозировал, рассчитывая больше на песню «Танцы». Сюжет песни он, по его словам, подсмотрел в реальной жизни: встретил навзрыд плачущую после ссоры с парнем знакомую, которая, однако, через 15 минут резко прекратила со словами «Ладно, я подумаю об этом завтра…» — и сразу же после встречи появилась первая строчка — «поплакала и стоп»:

«Плакала» — история об удивительном умении бесконечно сильных девушек и женщин поплакать и будто «перезагрузиться», снова продолжать бороться с обстоятельствами, которые, бывает, становятся сложнее с каждый днём. Одинокая молодая мама или девчонка с разбитым сердцем — у всех этот магический процесс происходит одинаково. В тексте я постарался зафиксировать это состояние. — Автор слов песни Сергей Локшин

## Рекорды
Песня побила много украинских рекордов в сфере музыки. А именно композиция впервые возглавила чарт украинского YouTube и на протяжении 12 недель уверенно удерживала лидерство украинского чарта клипов YouTube. По состоянию на сентябрь 2018 года песня «Плакала» имеет самое большое количество просмотров среди авторизованных видеоклипов украиноязычного сегмента YouTube, свыше 400 млн просмотров.
По состоянию на 26 сентября 2018 года песня также возглавила iTunes чарты Украины и России, а также достигла #2 в Молдове, #3 в Казахстане и #18 в Болгарии.
Песня занимает 12 место в Shazam Music Awards в мире, и много призовых мест в других странах.
Также в августе 2018 года песня возглавила рейтинг треков, которые часто слушают в онлайн-сервисе музыки Deezer среди пользователей Украины. В ноябре 2018 года песня «Плакала» заняла первое место в хит-параде российского музыкального телеканала «Муз ТВ».

## Чарты

### Недельные чарты
| (2018)                          | Лучшая позиция |
| ------------------------------- | -------------- |
| Bulgaria (PROFON)               | 1              |
| СНГ (TopHit Airplay)            | 1              |
| Greece (IFPI)                   | 48             |
| Россия (TopHit)                 | 1              |
| Macedonia (Radiomonitor)        | 7              |
| Украина (TopHit)                | 1              |
| Bulgaria Fresh! Top 30          | 3              |
| ТОП-30. Русский Крутяк (Муз-ТВ) | 1              |

## Использование в других произведениях искусства
В декабре 2018 песню «Плакала» использовал для музыкального сопровождения своего выступления чемпион США по фигурному катанию Джонни Вейр

## Обвинения в плагиате
Критику вызвало сходство с песней «Reborn» исполнителя YOYA. Сергей Ранов, автор музыки, объяснил сходство использованием того же семпла из коллекции The Arabian Trap Man 2014 года, который есть в свободном доступе и использование которого не может считаться воровством.